# Neiva
Neiva är en kommun och i västra Colombia.   Den ligger vid Magdalenafloden i departementet Huila, i den centrala delen av landet, 220 km sydväst om huvudstaden Bogotá. Antalet invånare i kommunen är 316 033. Arean är 1 553 kvadratkilometer.
Den är administrativ huvudort för departementet Huila och centralorten hade 304 807 invånare år 2008.